# Джейн Кемпіон
Елізабет Дже́йн Ке́мпіон (фр. Elizabeth Jane Campion; нар. 30 квітня 1954, Веллінгтон, Нова Зеландія) — новозеландська кінорежисерка, сценаристка та продюсерка. Володарка двох премій «Оскар», двох премій «Золотий глобус», а також «Золотої пальмової гілки» Каннського кінофестивалю.

## Біографія
Народилася 30 квітня 1954 року у Веллінгтоні, Нова Зеландія, в сім'ї театрального і оперного режисера Річарда Кемпіона та акторки і письменниці Едіт Кемпіон. У 1975 році закінчила зі ступенем бакалавра мистецтв в області антропології Університет Вікторії у Веллінгтоні.
У 1976 році Кемпіон відвідувала школу мистецтв Челсі в Лондоні і подорожувала всією Європою. У 1981 році здобула вищу освіту в області образотворчого мистецтва (живопис) у коледжі мистецтв Сіднейського університету. У тому ж році Джейн Кемпіон почала навчання в Австралійській школі кіно, телебачення та радіо (закінчила у 1984), де поставила кілька короткометражних фільмів.

## Кар'єра
Перший короткометражний фільм Джейн Кемпіон «Шкірка» (англ. Peel), знятий у 1982 році, отримав Золоту пальмову гілку за короткометражний фільм на 40-му Каннському кінофестивалі. Наступні короткометражні фільми такі, як «Безпристрасні моменти» (1983), «Своя дівоча історія» (1984), «Після роботи» (1984), також отримали нагороди як в Австралії, так і за її межами. Свою першу повнометражну стрічку, «Цукерочка» (англ. Sweetie), Кемпіон зняла у 1989 році. За ним у 1990-му режисерка поставила драму «Ангел за моїм столом» (англ. An Angel at My Table), засновану на біографії новозеландської письменниці Джанет Фрейм. Фільм отримав Особливий приз журі та Приз Міжнародної Католицької організації в царині кіно (OCIC) на Міжнародному кінофестивалі у Венеції.
Світове визнання Джейн Кемпіон принесла кінострічка 1993 року «Фортепіано» (1993), що отримала 11 премій Австралійського Інституту кіно, три премії «Оскар» (і п'ять номінацій), «Золотий глобус» (і також п'ять номінацій), Премію Британської академії, премію «Сезар», «Золоту пальмову гілку» Каннського кінофестивалю та низку інших фестивальних та професійних кінематографічних нагород та номінацій.
У 2013 році Джейн Кемпіон була головою журі секції Сінефондасьйон та секції короткометражних фільм 66-го кінофестивалю в Каннах; у 2014 році вона очолила журі головної конкурсної програми 67-го Каннського кінофестивалю.

## Особисте життя
У 1992 році Джейн Кемпіон одружилася з австралійцем Девідом Коліном Енглертом, який працював режисером другого плану на фільмі «Фортепіано». Першу дитину, сина Джаспера, народила у 1993 році, але він прожив всього 12 днів. Доньку Еліс Енглерт народила у 1994 році (стала акторкою). Розлучилася у 2001 році.

## Фільмографія
| Рік  |      | Назва українською                 | Оригінальна назва                                           | Режисер | Сценарист | Продюсер |
| ---- | ---- | --------------------------------- | ----------------------------------------------------------- | ------- | --------- | -------- |
| 1982 | к/м  | Урок дисципліни — Шкірка          | Peel                                                        | Так     | Так       |          |
| 1983 | к/м  | Своя дівоча історія               | A Girl's Own Story                                          | Так     | Так       |          |
| 1983 | к/м  | Безпристрасні моменти             | Passionless Moments                                         | Так     | Так       | Так      |
| 1984 | к/м  | Після роботи                      | After Hours                                                 | Так     | Так       |          |
| 1986 | т/с  |                                   | Dancing Daze                                                | Так     |           |          |
| 1987 | т/ф  | Двоє друзів                       | 2 Friends                                                   | Так     |           |          |
| 1989 |      | Цукерочка                         | Sweetie                                                     | Так     | Так       |          |
| 1990 |      | Ангел за моїм столом              | An Angel at My Table                                        | Так     |           |          |
| 1992 |      | Фортепіано                        | The Piano                                                   | Так     | Так       |          |
| 1996 |      | Портрет леді                      | The Portrait of a Lady                                      | Так     |           |          |
| 1999 |      | Священний дим                     | Holy Smoke                                                  | Так     | Так       |          |
| 2003 |      | Темна сторона пристрасті          | In the Cut                                                  | Так     | Так       |          |
| 2005 | к/м  | Щоденник води                     | The Water Diary                                             | Так     | Так       |          |
| 2006 | док. | Викрадення: Історія Мегумі Йокоти | Abduction: The Megumi Yokota Story                          |         |           | Так      |
| 2007 |      | У кожного своє кіно               | Chacun son cinéma ou Ce petit coup au coeur quand la lumiè… | Так     |           |          |
| 2008 |      | 8                                 | 8                                                           | Так     | Так       |          |
| 2009 |      | Яскрава зірка                     | Bright Star                                                 | Так     | Так       |          |
| 2013 | т/с  | Вершина озера                     | Top of the Lake                                             | Так     | Так       |          |
| 2021 |      | Сила собаки                       | The Power of the Dog                                        | Так     | Так       | Так      |

## Нагороди й номінації
| Рік                                               | Категорія                                                     | Фільм                    | Результат |
| ------------------------------------------------- | ------------------------------------------------------------- | ------------------------ | --------- |
| Премія Оскар                                      |                                                               |                          |           |
| 1994                                              | Найкраща режисерська робота                                   | Фортепіано               | Номінація |
| 1994                                              | Найкращий оригінальний сценарій                               | Фортепіано               | Перемога  |
| 2022                                              | Найкращий фільм                                               | У руках пса              | Номінація |
| 2022                                              | Найкраща режисерська робота                                   | У руках пса              | Перемога  |
| 2022                                              | Найкращий адаптований сценарій                                | У руках пса              | Номінація |
| Золотий глобус                                    |                                                               |                          |           |
| 1994                                              | Найкращий режисер — кінофільм                                 | Фортепіано               | Номінація |
| 1994                                              | Найкращий сценарій — кінофільм                                | Фортепіано               | Номінація |
| 2022                                              | Найкращий фільм — драма                                       | У руках пса              | Перемога  |
| 2022                                              | Найкращий режисер — кінофільм                                 | У руках пса              | Перемога  |
| 2022                                              | Найкращий сценарій — кінофільм                                | У руках пса              | Номінація |
| Премія BAFTA                                      |                                                               |                          |           |
| 1994                                              | Найкращий фільм                                               | Фортепіано               | Номінація |
| 1994                                              | Найкращий оригінальний сценарій                               | Фортепіано               | Номінація |
| 1994                                              | Премія Девіда Ліна за режисуру                                | Фортепіано               | Номінація |
| 2022                                              | Найкращий фільм                                               | У руках пса              | Перемога  |
| 2022                                              | Найкращий режисер                                             | У руках пса              | Перемога  |
| 2022                                              | Найкращий адаптований сценарій                                | У руках пса              | Номінація |
| Премія Австралійського кіноінституту              |                                                               |                          |           |
| 1984                                              | Найкращий експериментальний фільм                             | Безпристрасні моменти    | Перемога  |
| 1984                                              | Найкращий сценарій короткометражного фільму                   | Безпристрасні моменти    | Перемога  |
| 1989                                              | Найкращий оригінальний сценарій                               | Цукерочка                | Перемога  |
| 1989                                              | Премія Байрона Кеннеді                                        | Премія Байрона Кеннеді   | Перемога  |
| 1993                                              | Найкраща режисерська робота                                   | Фортепіано               | Перемога  |
| 1993                                              | Найкращий оригінальний сценарій                               | Фортепіано               | Перемога  |
| 2010                                              | Найкраща режисерська робота                                   | Яскрава зірка            | Номінація |
| 2010                                              | Найкращий оригінальний сценарій                               | Яскрава зірка            | Номінація |
| 2014                                              | Найкращий телефільм, міні-серіал                              | Вершина озера            | Перемога  |
| Каннський міжнародний кінофестиваль               |                                                               |                          |           |
| 1986                                              | Золота пальмова гілка за короткометражний фільм               | Урок дисципліни — Шкірка | Перемога  |
| 1989                                              | Золота пальмова гілка                                         | Цукерочка                | Номінація |
| 1993                                              | Золота пальмова гілка                                         | Фортепіано               | Перемога  |
| 2009                                              | Золота пальмова гілка                                         | Яскрава зірка            | Номінація |
| 2013                                              | Золотий тренер                                                | Золотий тренер           | Перемога  |
| Міжнародний кінофестиваль у Торонто               |                                                               |                          |           |
| 1990                                              | Міжнародний приз кінокритиків                                 | Ангел за моїм столом     | Перемога  |
| Венеційський міжнародний кінофестиваль            |                                                               |                          |           |
| 1990                                              | Золотий лев                                                   | Ангел за моїм столом     | Номінація |
| 1990                                              | Малий Золотий лев                                             | Ангел за моїм столом     | Перемога  |
| 1990                                              | Спеціальний Гран-прі журі                                     | Ангел за моїм столом     | Перемога  |
| 1990                                              | Спеціальний Золотий знімок (Special Golden Ciak)              | Ангел за моїм столом     | Перемога  |
| 1990                                              | Приз Міжнародної Католицької організації в царині кіно (OCIC) | Ангел за моїм столом     | Перемога  |
| 1990                                              | Премія Ельвіри Нотарі                                         | Ангел за моїм столом     | Перемога  |
| 1990                                              | Приз Gingerly                                                 | Ангел за моїм столом     | Перемога  |
| 1990                                              | Приз кінокритики «Bastone Bianco»                             | Ангел за моїм столом     | Перемога  |
| 1996                                              | Премія Пазінетті за найкращий фільм                           | Портрет леді             | Перемога  |
| 1999                                              | Золотий лев                                                   | Священний дим            | Номінація |
| 1999                                              | Премія Ельвіри Нотарі (разом з Кейт Вінслет)                  | Священний дим            | Перемога  |
| 2021                                              | Срібний лев за найкращу режисерську роботу                    | У руках пса              | Перемога  |
| Асоціація кінокритиків Лос-Анджелеса              |                                                               |                          |           |
| 1990                                              | Приз Нова генерація                                           | Цукерочка                | Перемога  |
| 1994                                              | Найкращий режисер                                             | Фортепіано               | Перемога  |
| 1994                                              | Найкращий сценарій                                            | Фортепіано               | Перемога  |
| Спільнота кінокритиків Нью-Йорка                  |                                                               |                          |           |
| 1990                                              | Найкращий режисер                                             | Цукерочка                | 2-е місце |
| 1993                                              | Найкращий режисер                                             | Фортепіано               | Перемога  |
| 1993                                              | Найкращий сценарій                                            | Фортепіано               | Перемога  |
| Італійський національний синдикат кіножурналістів |                                                               |                          |           |
| 1991                                              | Срібна стрічка найкращому іноземному режисерові               | Ангел за моїм столом     | Номінація |
| 1994                                              | Срібна стрічка найкращому іноземному режисерові               | Фортепіано               | Номінація |
| Премія Незалежний дух                             |                                                               |                          |           |
| 1991                                              | Найкращий іноземний фільм                                     | Цукерочка                | Перемога  |
| 1992                                              | Найкращий іноземний фільм                                     | Ангел за моїм столом     | Номінація |
| 1994                                              | Найкращий іноземний фільм                                     | Фортепіано               | Перемога  |
| Національна спілка кінокритиків США               |                                                               |                          |           |
| 1991                                              | Найкращий режисер                                             | Цукерочка                | Номінація |
| 1994                                              | Найкращий режисер                                             | Фортепіано               | 2-2 місце |
| 1994                                              | Найкращий сценарій                                            | Фортепіано               | Перемога  |
| Ванкуверський міжнародний кінофестиваль           |                                                               |                          |           |
| 1993                                              | Найпопулярніший фільм                                         | Фортепіано               | Перемога  |
| Премія Сезар                                      |                                                               |                          |           |
| 1994                                              | Найкращий фільм іноземною мовою                               | Фортепіано               | Перемога  |
| 2011                                              | Найкращий фільм іноземною мовою                               | Яскрава зірка            | Номінація |
| Премія «Боділ»                                    |                                                               |                          |           |
| 1994                                              | Найкращий неамериканський фільм                               | Фортепіано               | Перемога  |
| Премія «Роберт»                                   |                                                               |                          |           |
| 1994                                              | Найкращий іноземний фільм                                     | Фортепіано               | Перемога  |
| Коло кінокритиків Австралії                       |                                                               |                          |           |
| 1994                                              | Найкращий режисер                                             | Фортепіано               | Перемога  |
| 1994                                              | Найкращий сценарій                                            | Фортепіано               | Перемога  |
| Асоціація кінокритиків Аргентини                  |                                                               |                          |           |
| 1994                                              | Срібний Кондор за найкращий іноземний фільм                   | Фортепіано               | Перемога  |
| Премія Kinema Junpo                               |                                                               |                          |           |
| 1995                                              | Найкращий фільм іноземною мовою                               | Фортепіано               | Перемога  |
| Шанхайський міжнародний телевізійний фестиваль    |                                                               |                          |           |
| 2014                                              | Приз Магнолія за найкращий телевізійний фільм                 | Вершина озера            | Перемога  |